# Шарбановац (Бор)
Шарбановац је насељено место града Бора у Борском округу. Према попису из 2022. било је 1.311 становника (према попису из 2011. било је 1.624 становника).

## Географија
Шарбановац је смештен у јужном делу града Бора, на обалама Шарбановачке реке, 15 километара од Бора, на магистралном путу Београд-Бор. Село је окужено мањим брдима и брежуљцима. Атар села се граничи на северу са Брестовцем и Злотом, на југу Оснићем и Савинцем, на истоку Метовницом, а на западу Сумраковцем. Осим Шарбановачке реке, значајна река је и Црни Тимок на југу атара.
У центру села Шарбановац, налази се Шарбановачка бања са више термоминералних извора сумпорне воде од којих један са топлом водом до 30оЦ.
Село окружује неколико појата: Пађина маре (Велика падина), Фаца (Према сунцу), Огаша сак (Суви поток), Думбрава (Дубрава), Огашу Њестороњилор (Несторов поток), Огаша лу пунђул (Пунђилов поток) и Баба-Јона (Преко Тимока).
Шарбановац је село у коме живи претежно влашко становништво. Од верских слава прослављају Тројице, Св. Илију и Св. Архангела. Већина мештана овог села је запослена у Бору.
У центру села су и дом културе, амбуланта, пошта, библиотека. Осморазредна основна школа која је део ОШ „Станоје Миљковић“ у Брестовцу и која има једно истурено одељење школе у реону Тимок је први пут почела са радом 1866. године, док је нова зграда школе изграђена 1966. године.
У селу се налази и православна црква Св. Тројица која је саграђена 1925.године.
Током летњих месеци, уређена плажа у реону Тимок, око 5 километара од центра села, на обали Црног Тимока је погодно место за риболов и купање.

## Етимологија
Назив потиче од влашке речи шарб што значи дивокоза или јелен, јер када су се мештани овог села досељавали приметили су крдо дивокоза и јелена око извора Шарбановачке бање.
У Турским пописима видинског кадилука из 1560 и 1586 год, у Црноречкој нахији која је имала највише насеља на царској Хасовини, помиње се да је Шарбановац имао 5 кућа.
Седамдесетих година шеснаестог века помиње се првобитно насеље које је створено на Селишту. У историјским записима који потичу из 18 века (1718-1739), још из времена Турске власти, ово место се помиње и под именом ”zerrovassina” а под тим именом је забележено и у мапама Аустроугарске.
Легенда каже, (а то је касније прихваћено и као официјелно тумачење), због велике харачи тадашње становништво је масовно напуштало село идући тако ноћу уз Шарбановачку реку, наилазили су на велику маглу и испарења, а око извора је било крдо јелена и дивокоза. Видећи то, решили су да се настане баш на том месту, верујући да је то место најбоље за живот. Данас је на том месту центар села.

## Демографија
Према попису из 2022. у Шарбановцу живи 1.311 становник што је за 313 мање (-19,27%) у односу на попис из 2011. када је било 1.624 становника. У насељу има 1.138 пунолетних становника, а просечна старост становништва износи 49,64 година (47,99 код мушкараца и 51,29 код жена).
Према подацима пописа из 2022. у насељу има 468 домаћинства, а просечан број чланова по домаћинству је 2,80, а према попису из 2002. у насељу има 555 домаћинстава, а просечан број чланова по домаћинству је 3,31.
Становништво у овом насељу веома је нехомогено, а у последња три пописа, примећен је пад у броју становника.
|             | \| Демографија[6] \| Демографија[6] \| Демографија[6] \| \| Година \| Становника \| Становника \| \| -------------- \| -------------- \| -------------- \| \| 1948. \| 2.793 \| \| \| 1953. \| 2.783 \| \| \| 1961. \| 2.758 \| \| \| 1971. \| 2.684 \| \| \| 1981. \| 2.437 \| \| \| 1991. \| 2.161 \| 2.137 \| \| 2002. \| 1.836 \| 1.872 \| \| 2011. \| 1.624 \| \| \| 2022. \| 1.311 \| \| |            |
| Демографија | |            |
| Година      | Становника | Становника |
| 1948.       | 2.793 |            |
| 1953.       | 2.783 |            |
| 1961.       | 2.758 |            |
| 1971.       | 2.684 |            |
| 1981.       | 2.437 |            |
| 1991.       | 2.161 | 2.137      |
| 2002.       | 1.836 | 1.872      |
| 2011.       | 1.624 |            |
| 2022.       | 1.311 |            |

| Етнички састав према попису из 2002.‍ | Етнички састав према попису из 2002.‍ | Етнички састав према попису из 2002.‍ | Етнички састав према попису из 2002.‍ | Етнички састав према попису из 2002.‍ |
| ------------------------------------ | ------------------------------------ | ------------------------------------ | ------------------------------------ | ------------------------------------ |
|                                      |                                      |                                      |                                      |                                      |
| Власи                                | Власи                                |                                      | 953                                  | 51,90%                               |
| Срби                                 | Срби                                 |                                      | 771                                  | 41,99%                               |
| Румуни                               | Румуни                               |                                      | 5                                    | 0,27%                                |
| Македонци                            | Македонци                            |                                      | 3                                    | 0,16%                                |
| Хрвати                               | Хрвати                               |                                      | 1                                    | 0,05%                                |
| Југословени                          | Југословени                          |                                      | 1                                    | 0,05%                                |
| непознато                            | непознато                            |                                      | 25                                   | 1,36%                                |

| Година пописа     | 1948. | 1953. | 1961. | 1971. | 1981. | 1991. | 2002. |
| ----------------- | ----- | ----- | ----- | ----- | ----- | ----- | ----- |
| Број домаћинстава | 621   | 625   | 629   | 644   | 627   | 573   | 555   |

| Број чланова      | 1   | 2   | 3  | 4  | 5  | 6  | 7  | 8 | 9 | 10 и више | Просек |
| ----------------- | --- | --- | -- | -- | -- | -- | -- | - | - | --------- | ------ |
| Број домаћинстава | 110 | 129 | 79 | 86 | 63 | 53 | 29 | 5 | 0 | 1         | 3,31   |

| Пол    | Укупно | Неожењен/Неудата | Ожењен/Удата | Удовац/Удовица | Разведен/Разведена | Непознато |
| ------ | ------ | ---------------- | ------------ | -------------- | ------------------ | --------- |
| Мушки  | 736    | 138              | 522          | 49             | 27                 | 0         |
| Женски | 851    | 84               | 527          | 216            | 24                 | 0         |
| УКУПНО | 1.587  | 222              | 1.049        | 265            | 51                 | 0         |

| Пол    | Укупно                    | Пољопривреда, лов и шумарство | Рибарство                            | Вађење руде и камена | Прерађивачка индустрија       |
| ------ | ------------------------- | ----------------------------- | ------------------------------------ | -------------------- | ----------------------------- |
| Мушки  | 391                       | 53                            | 0                                    | 76                   | 132                           |
| Женски | 222                       | 135                           | 0                                    | 2                    | 16                            |
| УКУПНО | 613                       | 188                           | 0                                    | 78                   | 148                           |
| Пол    | Производња и снабдевање   | Грађевинарство                | Трговина                             | Хотели и ресторани   | Саобраћај, складиштење и везе |
| Мушки  | 16                        | 8                             | 19                                   | 4                    | 39                            |
| Женски | 0                         | 0                             | 16                                   | 7                    | 2                             |
| УКУПНО | 16                        | 8                             | 35                                   | 11                   | 41                            |
| Пол    | Финансијско посредовање   | Некретнине                    | Државна управа и одбрана             | Образовање           | Здравствени и социјални рад   |
| Мушки  | 0                         | 15                            | 9                                    | 3                    | 8                             |
| Женски | 1                         | 5                             | 5                                    | 11                   | 20                            |
| УКУПНО | 1                         | 20                            | 14                                   | 14                   | 28                            |
| Пол    | Остале услужне активности | Приватна домаћинства          | Екстериторијалне организације и тела | Непознато            | Непознато                     |
| Мушки  | 4                         | 0                             | 0                                    | 5                    | 5                             |
| Женски | 2                         | 0                             | 0                                    | 0                    | 0                             |
| УКУПНО | 6                         | 0                             | 0                                    | 5                    | 5                             |

## Галерија
- Шарбановац